# بابي لوكاتا شومو
بابي لوكاتا شومو هو لاعب كرة قدم كونغولي ولد في 23 أبريل 1978 في كينشاسا.

## حياته الرياضية
غادر في يناير/كانون الثاني 2009 ناديه أتلتيكو سبورت أفياتسو للتوقيع مع منافسه في الدوري نادي بترو أتلتيكو. ثم لعب لوكاتا في دوري أبطال أفريقيا مع بترو أتلتيكو في عامي 1996 و2010.

## المنتخب الوطني
لعب مع المنتخب الكونغولي في كأس الأمم الأفريقية 2004، لكن احتل منتخب بلاده المركز الأخير في مجموعته في الدور الأول من المسابقة، وبالتالي فشل في تأمين التأهل إلى ربع النهائي. طُرد لوكاتا من الفريق بسبب عدم الانضباط بعد البطولة.